# 世界樹の迷宮III 星海の来訪者
『世界樹の迷宮III 星海の来訪者』（せかいじゅのめいきゅうスリー せいかいのらいほうしゃ、英題：Etrian Odyssey III: The Drowned City）は、アトラスから2010年4月1日に発売されたニンテンドーDS用のダンジョン探索型ロールプレイングゲーム。世界樹の迷宮シリーズ第3作。
2023年6月1日には、本作と『世界樹の迷宮』『世界樹の迷宮II 諸王の聖杯』をHDリマスター化したオムニバスソフト『世界樹の迷宮Ⅰ･II･III HD REMASTER』がNintendo Switch/Steam向けに発売された。また、同日には各作品単体のダウンロード版も発売される。

## システム
ゲームを開始すると、間もなくギルドの名前を設定するよう求められる。プレイヤーキャラクターのパーティーは主に「（ギルド名）の諸君」「（ギルド名）の皆」と呼ばれる。ギルドに登録できる最大キャラクター数は30人まで。また、今作から「大航海」という要素とワイヤレス通信機能が追加されている。航海先で発生する「大航海クエスト」はワイヤレス通信による最大5人までの協力プレイに対応しているほか、航海で入手した交易品の交換や、すれ違い通信によるギルドカードの交換も行える。なお、ワイヤレス通信機能そのものを使わなくてもゲームそのものはコンプリート可能な作りになっている。
今作において、F.O.E.に関しては一作目のように撃破したときに経験値が入るように戻された。もっとも位置づけそのものは変わっていないので、初回探索時には打倒するより避けるべき存在となっている。
また、今作ではシリーズ史上初となるマルチルートシナリオが用意されており、さらに周回プレイが導入されている。ゲームをコンプリートするためには必ず周回する必要がある。

### マッピング
本作からの新要素として、地図上で予めルートを指定しておくことで、ダンジョン内でのオートパイロット機能が使用できる。
またゲームをある程度進めると、拠点となる海都を復興するための施策として、アーモロード周辺海域の調査を依頼される。洋上では、ダンジョンのマッピングと同じ要領で海図を書き込みながら航海を進め、新航路や交易品を探索することが目的となる。

### 職業
プレイヤーは、多彩なスキル（技・術など）を持つ最大12種類の職業から最大5人のパーティを組んで迷宮を攻略していくこととなる。前作までに登場した職業は登場せず、全て入れ替わって新しいものとなっている。
ある程度進めるとサブクラスを取得することができるようになる。これは、メインとして就いている職業とは別の職業を一つ選び、その職業のスキルの大半も習得できるようにするシステムである。2つの職の組み合わせにより、様々な特徴を持ったキャラクターを作ることができる。

#### 最初から選べる職業
プリンス / プリンセス
大小国家の血を引く者たち。号令スキルや特異なパッシヴスキルを駆使しての戦闘補助に長ける。武具もファランクスと同一の重装備が可能。前衛でも後衛でも戦えるオールラウンダー。装備武器は剣。
ウォリアー
前衛での攻撃に特化した戦士。剣か槌を携え、強烈な攻撃を叩き出す。命中率の面には欠けるものの、多段攻撃の威力は魅力。ただしTPはバリスタに次いで低いため、スキルよりは地力の高さを生かして戦うタイプ。
ファランクス
優れた防御能力を誇る重騎士。槍を駆使した攻撃は前衛・後衛問わずに威力を発揮し、盾を駆使した防御スキルは守りの要となる。固有スキル「ガーディアン」は被ダメージを劇的に減らす、まさにパーティの盾。
パイレーツ
海に生きる海賊たちの末裔。各種チェイススキルを駆使して味方の攻撃にさらなる追撃を加え、スピードにも優れる。防御面もまずまず。使用武器は突剣か銃で、固有スキルとしてTP回復を所有するためスキル攻撃をメインに据えられる。
シノビ
全職中随一の素早さを誇る、影に生きる者たち。各種状態異常を使い分け、分身まで可能な忍術に、一風変わった短剣スキルの数々で戦う。固有スキル「煙りの末」を習得すれば後衛でも攻撃力が低下しない上、全てのスキルの消費TPが減少するため、防御の脆さを補いながらスキルが使い放題になる。
モンク
「気」を駆使して味方の傷を癒す回復特化職。攻撃力も高く、育て方次第では徒手空拳や槌装備で前衛として戦う事も可能。物理防御力は可もなく不可もなくといったところ。
ゾディアック
星々の元素を集め、星術として駆使する占星術師。炎・氷・雷の3属性スキルについてはエキスパートであり、敵の弱点属性を突いた星術を放てばさらに威力が向上するスキルも覚える。しかし防御面ではか弱い。
ビーストキング
樹海の獣たちと意思を通わせ、共に戦う仲間として呼び出せる獣たちの王。呼び出された獣たちはそれぞれにスキルを駆使して戦闘をサポートする。盾が装備可能で槍を扱えるため前衛として数える事も可能だが、基本戦闘能力は平均的。
バリスタ
弩（いしゆみ）や砲を取り回して強烈な一撃を放つ、後衛攻撃の名手。TPが極端に低いためスキルこそ乱発しにくいが、HPの高い敵に対して攻撃力が増加する「ジャイアントキル」先制攻撃を仕掛けられる「アンブッシュ」などで一撃のもと雑魚を殲滅できる。対ボスでは打撃力不足に悩まされることも。攻撃能力以外は少々心許ない。
ファーマー
隠された宝を求めて樹海へ挑む農民たち。樹海探索のエキスパートであり、樹海での素材集めを効率よく行ったりエンカウントを回避したりと便利なスキルを習得可能。武具はそれなりのものが装備できるが、戦闘そのものは不得手。

#### 条件を満たすと選べる職業
ショーグン
遥か東方の異国にて、万軍を率いる将。仲間を指揮して戦況を優位に運ぶだけでなく、自らも二刀流を駆使して高い攻撃力を発揮する。一方で防御力は低く、更に防御力を犠牲にして攻撃力を高めるスキルを持つため、運用にあたってはプレイヤー自身にも高い戦術が求められる。なお、前作までの女ブシドーに容姿が似ているショーグンをアナザーカラーにすると、前作までの金髪のパラディンのような容姿になり、表情が変化する。
アンドロ
人間とは比較にならないほど高い戦闘力を持つ、対魔用人型兵器。ストーリー上でも重要な意味合いを持つ存在である。素早さ以外の能力は高い水準を誇り、スキルも強力だが、レベルアップしてもTP上限が一切上昇しない。またサブクラスの職業として選ぶことができない。

## ストーリー
四方を海に囲まれた海都「アーモロード」。そこには海底に繋がる謎の遺跡の伝説が、まことしやかに存在している。
「古代の大いなる技術で栄えた巨大国家が、100年前に突如海へと沈んでいった・・・」
この伝説に心を揺さぶられた多くの冒険者たちが、次々と海都を訪れて海底迷宮に挑んでいった。
しかし、今まで誰一人として海底の奥深くまで踏破した者は現れていない。
プレイヤーは冒険者となって迷宮を進む。そして、その先にある真実を知ったとき、大きな選択を迫られることになる。

## 登場人物

### 街の人たち
宿屋の少年 / アーマンの宿
宿の経営者の息子。笑顔で冒険者を出迎える。今作では状態異常や戦闘不能に陥ったパーティキャラクターの治療を行うこともできる。診療所では彼にそっくりな姉が働いている（ゲーム中ではその姿は確認できない）。
店の娘 / ネイピア商会
声 - 佐倉綾音（世界樹の迷宮X）
ネイピア商会の店主。本名は「ネイピア」。少女のような外見に反して、年寄りのような口調で話す。ネイピア支店の店主である妹がいる。
女店主 / 羽ばたく蝶亭
羽ばたく蝶亭の店主。カタカナと用語を間違った単語交じりの喋り方をする。豪快だが優しい性格で、数多くの冒険者を送り出している。
ギルド長 / 冒険者ギルド
冒険者ギルドのギルド長。新人には厳しい口調で話すが、本来は面倒見のいい性格である。暑い地域出身。
港の主 / インバーの港
立派な髭を蓄えた老爺。船の出入りを管理しており、昔は腕利きの船乗りだったという。妻は既に他界している。
元老院の老婆 / ロード元老院
元老院の長で、海都アーモロードの実質上の最高権力者。本名は「フローディア」。樹海に挑む冒険者に様々なミッションを与え、また樹海で発見したモンスターや素材の報告を受け付けている。
海都の姫 / ロード元老院
「白亜の姫」の異名を持つ海都の姫君。本名は「グートルーネ」。大異変の際に真祖と出会い、彼からフカビトの血を移され人を超えた寿命を得たが、それと引き換えに魔と人の間で揺れ動いている。生き別れた兄と再会することを望んでいる。
クジュラ
海都の若き将軍。冷静沈着な青年で、迷宮内でプレイヤーにアドバイスをしている。部下思いでもあり、兵士達にも慕われている。
深王 / 天極殿星御座
深都を治める王。本名は「ザイフリード」。世界樹に協力し魔を討つことを望み、大異変の際に海底に沈んだグートルーネの兄。世界樹によって不死とも言えるアンドロの体を手に入れるが、代償として記憶を失っている。
オランピア
樹海に現れる謎の少女。樹海に挑む冒険者に様々な助言を与える。ジャックランタンの顔を象った耳当てをつけている。正体は深王に支えるアンドロ。深王が生き別れた妹を模して設計している。
真祖
フカビトの真祖で、その血肉からフカビトを生み出す力を持つ。大異変の際にグートルーネと出会っい、彼女に血を分け与えた。
ヒイラギ
サラシとローライズ緋袴を着用した、前作Ⅱのブシドーの様な姿をした気弱な少女。フルベとコンビを組んでいる。
謎の地図を宝の在り処と思い込み、探索をしていた。
フルベ
こちらもⅡのカースメーカーの様な姿をした少女。エトリアの伝説的な二人組（レンとツスクル）に憧れているらしい。
ウェアルフ
竜殺しの一族の少女。自らを誇り高きドラゴンスレイヤーの血筋だと称しており、選択肢によっては少しだけ展開が変化する。
リンドヴルム
とある国の騎士。姫を惑わす雷竜を討つためアーモロードに訪れた。

### ボス
魔魚ナルメル
第一階層のボス。巨大なナマズのような魔物。
海王ケトス
第二階層のボス。人語を解す巨大な白鯨。
深王の親友であり、深都の入り口を護っていた。
ゲートキーパー
第三階層のボス。深都の防衛装置。
キリン
シン
深都ルートでの第四階層のボス。クジュラが異国より取り寄せた蛤の魔物。蜃気楼によって美女の姿を形作っている。
不死たる機械の王
海都ルートでのラストボス。敵として戦う際の深王の名称。
白亜の森の姫君
深都ルートでのラストボス。フカビトの血に飲まれたグートルーネ。
父にして母なる座
真ルートでのラストボス。白亜の供物によってグートルーネが人間に戻ったことで、与えていた力を取り戻した真祖。
昏き海淵の禍神
星海を越えて降り立った邪神。作中では主に「魔」と呼ばれている。後を追って降り立った世界樹によって異海に封じられていた。
人々の恐怖心を糧として力を強め、復活のために配下のフカビトを地上に送り込んでいた。
傲然たる女帝
アルルーナ
密航しアーモロードに来訪した植物の魔物。緑死病と呼ばれる病を振りまいていた。
イソギンチャク
クラーケン
偉大なる赤竜
氷嵐の支配者
雷鳴と共に現る者
サエーナ鳥
波浪の襲撃者
ハンマーヘッド
幽霊船
コロトラングル
ゴーレム
マンティコア
破滅を呼ぶ凶竜
大王ペンギン
スキュレー
レヴィアタン
エルダードラゴン

## 迷宮
垂水ノ樹海
海嶺ノ水林
光輝ノ石窟
深洋祭祀殿
海都に存在した神殿だが大異変の際に海底に沈み、現在はフカビトの拠点となっている。
白亜ノ森
海都の王族の療養地。王族以外のものは侵入できない結界によって護られている。
昏き海淵の禍神
世界樹の根に押さえ込まれた昏き海淵の禍神の体表。シリーズの階層名で唯一漢字でない部分が平仮名となっている。

## 漫画（雑誌連載）
『月刊ComicREX』（一迅社）にて、2010年5月号から2011年8月号まで『世界樹の迷宮III 〜深海の戦姫〜』というタイトルで連載。漫画は六堂秀哉が担当。
- アトラス（原作）・六堂秀哉（漫画）『世界樹の迷宮III 〜深海の戦姫〜』一迅社〈IDコミックス REXコミックス〉、全2巻
  1. 上巻 2010年12月27日発売[5]、ISBN 978-4-7580-6231-2
  2. 下巻 2011年7月27日発売[4]、ISBN 978-4-7580-6268-8

### 登場人物（漫画）
セリア=ゼオ=グランバニア（プリンセス）
本作の主人公。亡国の王女。失踪した兄を追って海都アーモロードに辿り着く。
フウカ（シノビ）
幼少の頃からセリアに仕えていたシノビの少女。
ホーク=ザ=オーシャンキング（パイレーツ）
アーモロード近海に出没する海賊船の船長。
メイリン（モンク）
アーモロードに住むモンクの少女。病弱な弟がいる。
カザン（ビーストキング）
第2階層に住むビーストキングの少年。相棒はモグラの「モグモ」。
エリック（プリンス）
セリアの兄。
フウマ（シノビ）
エリックに仕えるシノビ。

## ドラマCD
2010年8月4日発売。サブタイトルは『絶海の優姫』。

### 登場人物（ドラマCD）
メルリィ（プリンセス / ファーマー）
声 - 又吉愛
本作の主人公。亡国のプリンセスで、身を隠すためにファーマーとなる。
セリア・ゼオ・グランバニア（プリンセス）
声 - 長谷川明子
他国のプリンセスで、メルリィと出会う。
バルガ（ファランクス）
声 - 宮下栄治
メルリィの護衛であるファランクスの男性。
アルシャ（バリスタ）
声 - 門田幸子
バルガの幼馴染であるバリスタの女性。
フウカ（シノビ）
声 - 設楽麻美
メルリィが酒場で会ったシノビの女性。
マルボ（ビーストキング）
声 - 瀬水暁
メルリィが酒場で会ったビーストキングの男性。
イノ（パイレーツ）
リマ（ウォリアー）
オーサ（ゾディアック）